# روشن‌آباد (کورین)
روشن‌آباد روستایی در دهستان کورین بخش کورین شهرستان زاهدان استان سیستان و بلوچستان ایران است.

## جمعیت
بر پایه سرشماری عمومی نفوس و مسکن در سال ۱۳۹۵ جمعیت این روستا ۱۹۱ نفر (۶۱خانوار) بوده‌است.